# 潘奇·古納蘭
拿督 潘奇·古納蘭，PSD（羅馬化：Pañc Kuṇāḷaṉ，1944年2月4日—2012年8月15日），馬來西亞羽球運動員，也是該國有史以來最好的混合雙打和單打球員之一。
1970年代初期，古納蘭和他的搭檔伍文美是世界上男子雙打的主力球員。他們兩人在1969年亞洲羽球錦標賽奪得金牌。1970年，在四年一度的亞洲運動會和大英國協運動會贏得金牌。隨後在1971年贏得令人尊敬的全英羽球公開錦標賽冠軍。
儘管在單打的成就沒像雙打那麼好，但是古納蘭依然能夠在最高級別的比賽上競爭。他在1974年進入全英羽球公開錦標賽單打決賽，在與傳奇人物梁海量的三局比賽中輸掉了。他還幫助馬來西亞隊參加了1970年的湯姆斯盃決賽。他是唯一一位在東南亞運動會、大英國協運動會和亞洲運動會的男子單打和男子雙打比賽都獲得金牌的馬來西亞人。